# Paul Birdsall Prize
Der Paul Birdsall Prize ist ein derzeit zweijährlich vergebener Wissenschaftspreis für die herausragendste englischsprachige Veröffentlichung im Bereich Europäische Militär- und Strategiegeschichte. Er wird durch die American Historical Association (AHA) vergeben. 1985 wurde er durch eine Zuwendung des Historikers Hans W. Gatzke gestiftet. Namensgeber ist der Historiker Paul Birdsall.

## Preisträger
- 1986: Robert A. Doughty für The Seeds of Disaster: The Development of French Army Doctrine, 1919-1939
- 1990: Brian Villa für Unauthorized Action: Mountbatten and the Dieppe Raid
- 1992: Dennis Showalter für Tannenberg: Clash of Empires 1914
- 1994: Leonard V. Smith für Between Mutiny and Obedience
- 1996: David G. Herrmann für The Arming of Europe and the Making of the First World War
- 1998: John F. Beeler für British Naval Policy in the Gladstone-Disraeli Era, 1866-1880
- 2000: Marc Trachtenberg für A Constructed Peace: The Making of the European Settlement, 1945-1963
- 2002: Matthew Connelly für A Diplomatic Revolution: Algeria's Fight for Independence and the Origins of the Post-Cold War Era
- 2004: Robert M. Citino für Blitzkrieg to Desert Storm: The Evolution of Operational Warfare
- 2006: Mark Atwood Lawrence für Assuming the Burden: Europe and the American Commitment to War in Vietnam
- 2008: Jeffrey A. Engel für Cold War at 30,000 Feet: The Anglo-American Fight for Aviation Supremacy
- 2010: Jonathan Reed Winkler für Nexus: Strategic Communications and American Security in World War I
- 2012: Edith Sheffer für Burned Bridge: How East and West Germans Made the Iron Curtain
- 2014: Jacob Darwin Hamblin für Arming Mother Nature: The Birth of Catastrophic Environmentalism
- 2016: Bruno Cabanes für The Great War and the Origins of Humanitarianism, 1918–1924
- 2018: Tarak Barkawi für Soldiers of Empire: Indian and British Armies in World War II
- 2020: Brandon M. Schechter für The Stuff of Soldiers: A History of the Red Army in World War II through Objects
- 2022: Bastiaan Willems für Violence in Defeat: The Wehrmacht on German Soil, 1944-1945
- 2024: Nicholas Mulder für The Economic Weapon: The Rise of Sanctions as a Tool of Modern War